# Macaravita
Macaravita è un comune della Colombia facente parte del dipartimento di Santander.
L'abitato venne fondato da Hernán Pérez de Estrada nel 1725, mentre l'istituzione del comune è del 22 dicembre 1857.

## Amministrazione

### Gemellaggi
Leganés